# هانتینگدون
longitudeهانتینگدونlatitudeهانتینگدون
هانتینگدون (به انگلیسی: Huntingdon) یک شهرک در ناحیه شرق انگلستان است.
این شهرک که در شهرستان کمبریج‌شر قرار دارد در سال ۲۰۱۱ میلادی ۲۳٬۹۳۷ نفر جمعیت داشته است.

## نگارخانه

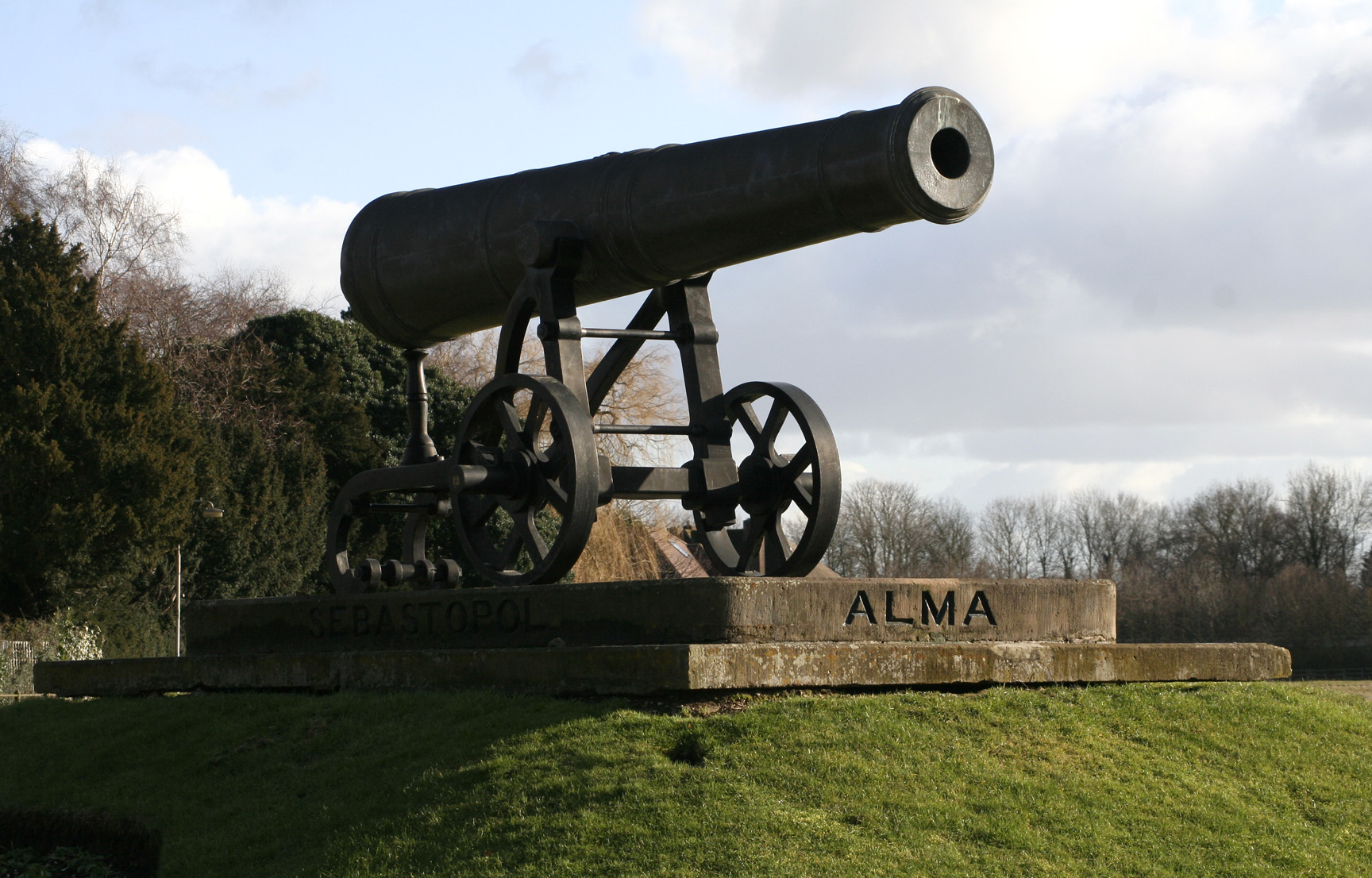
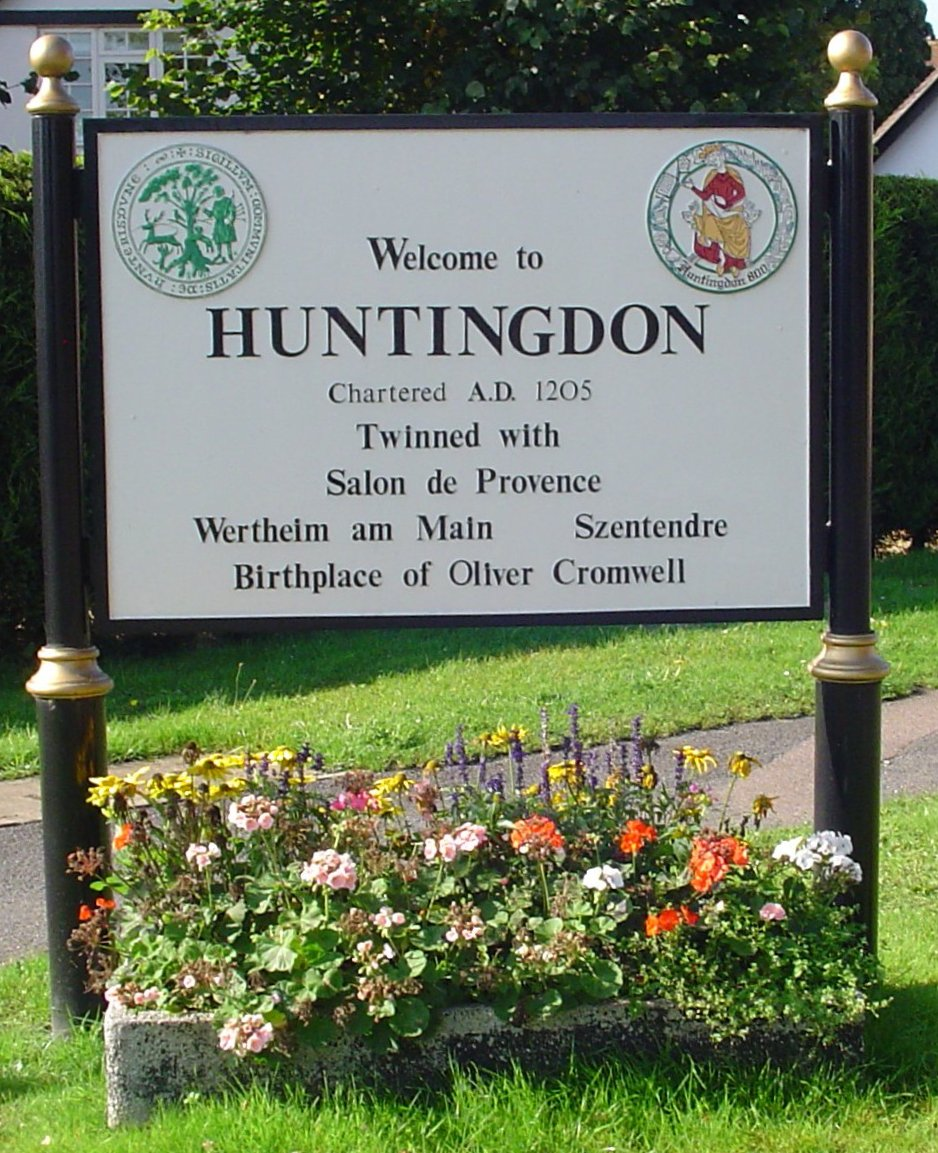
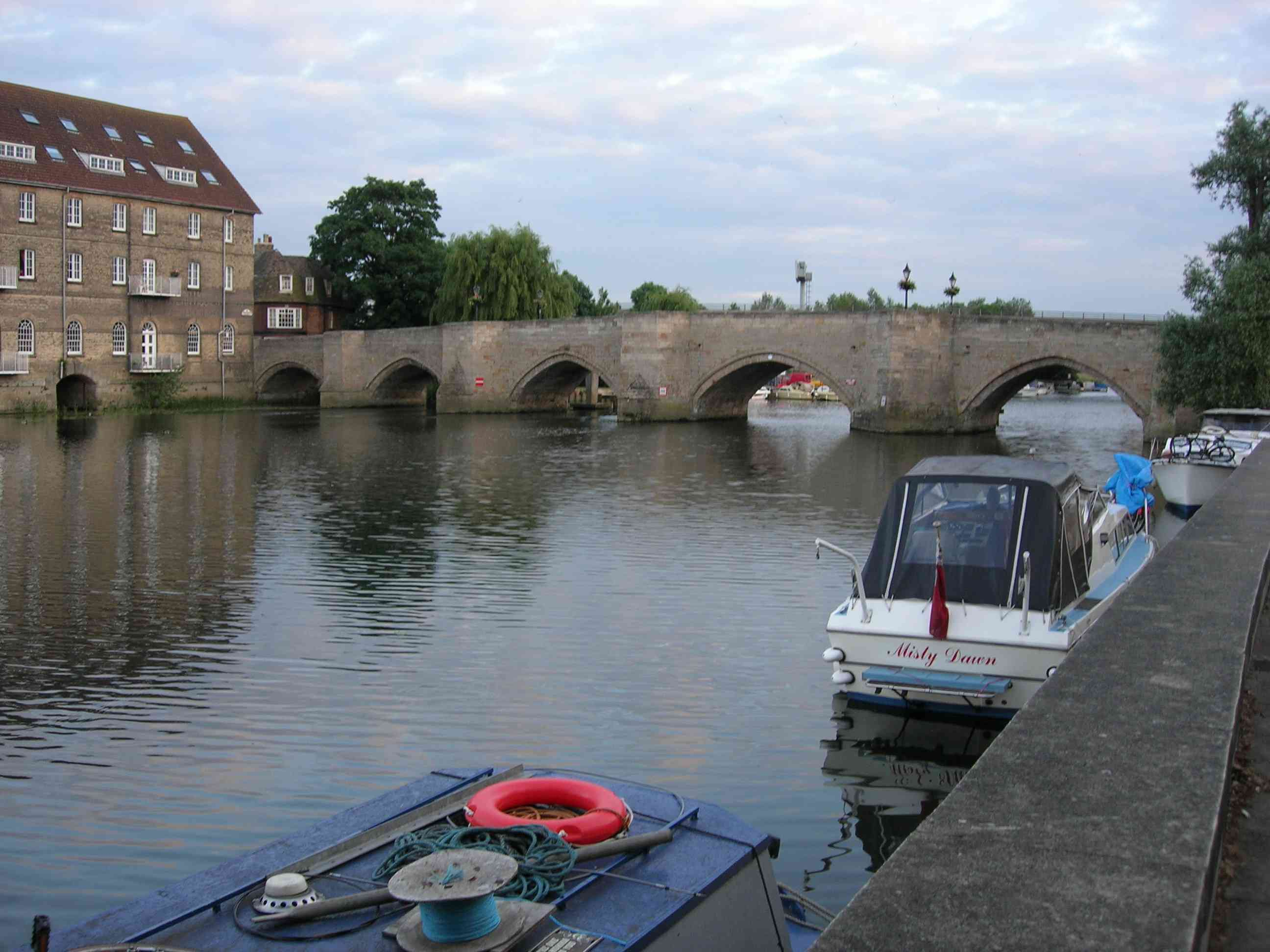
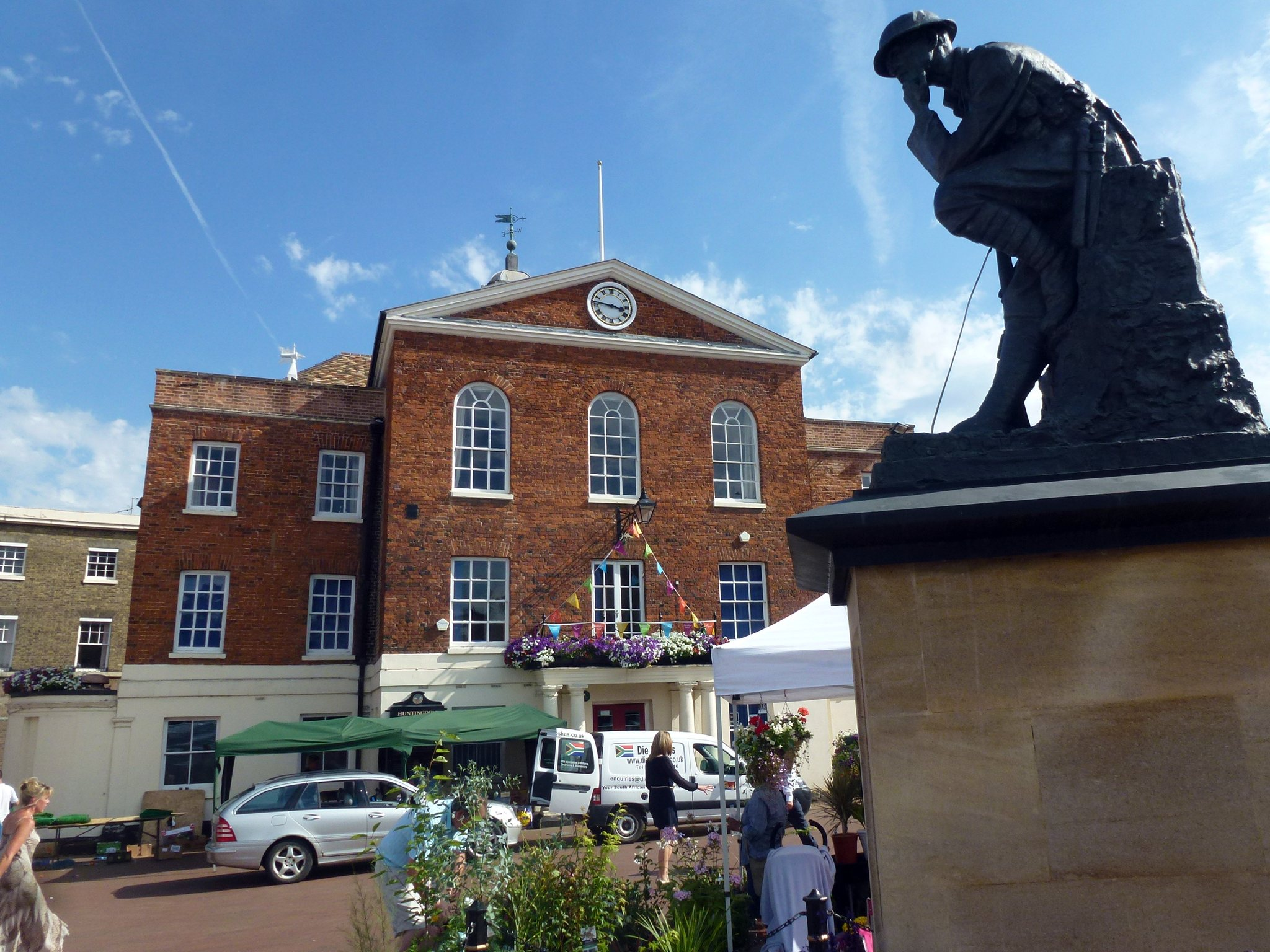
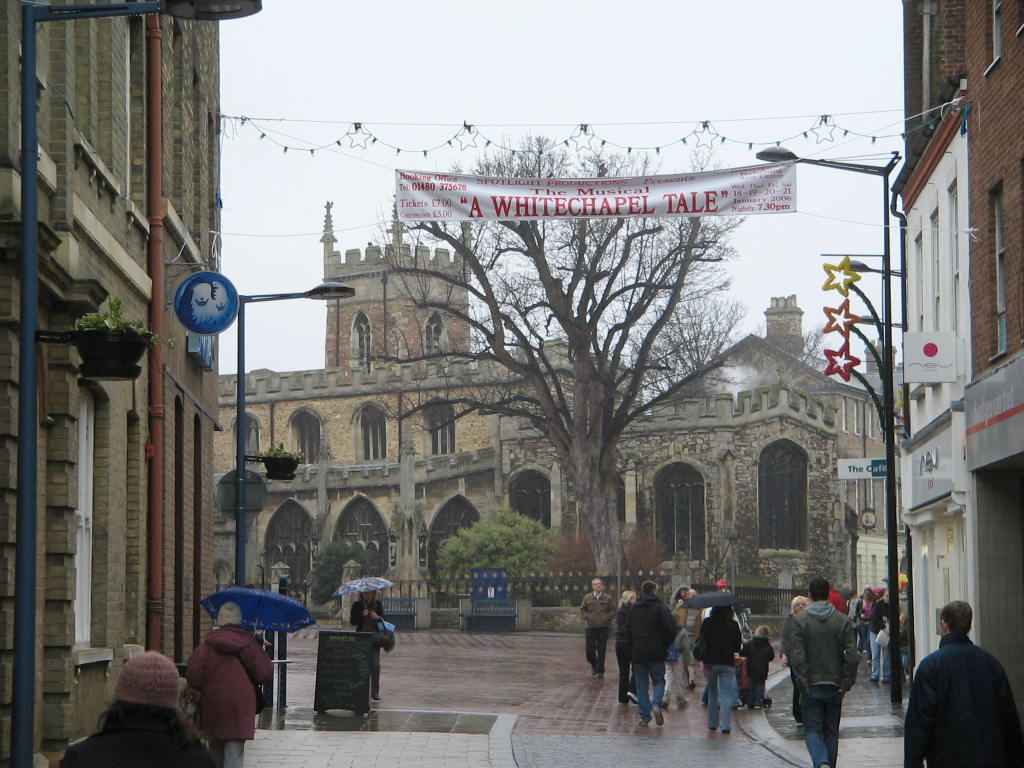
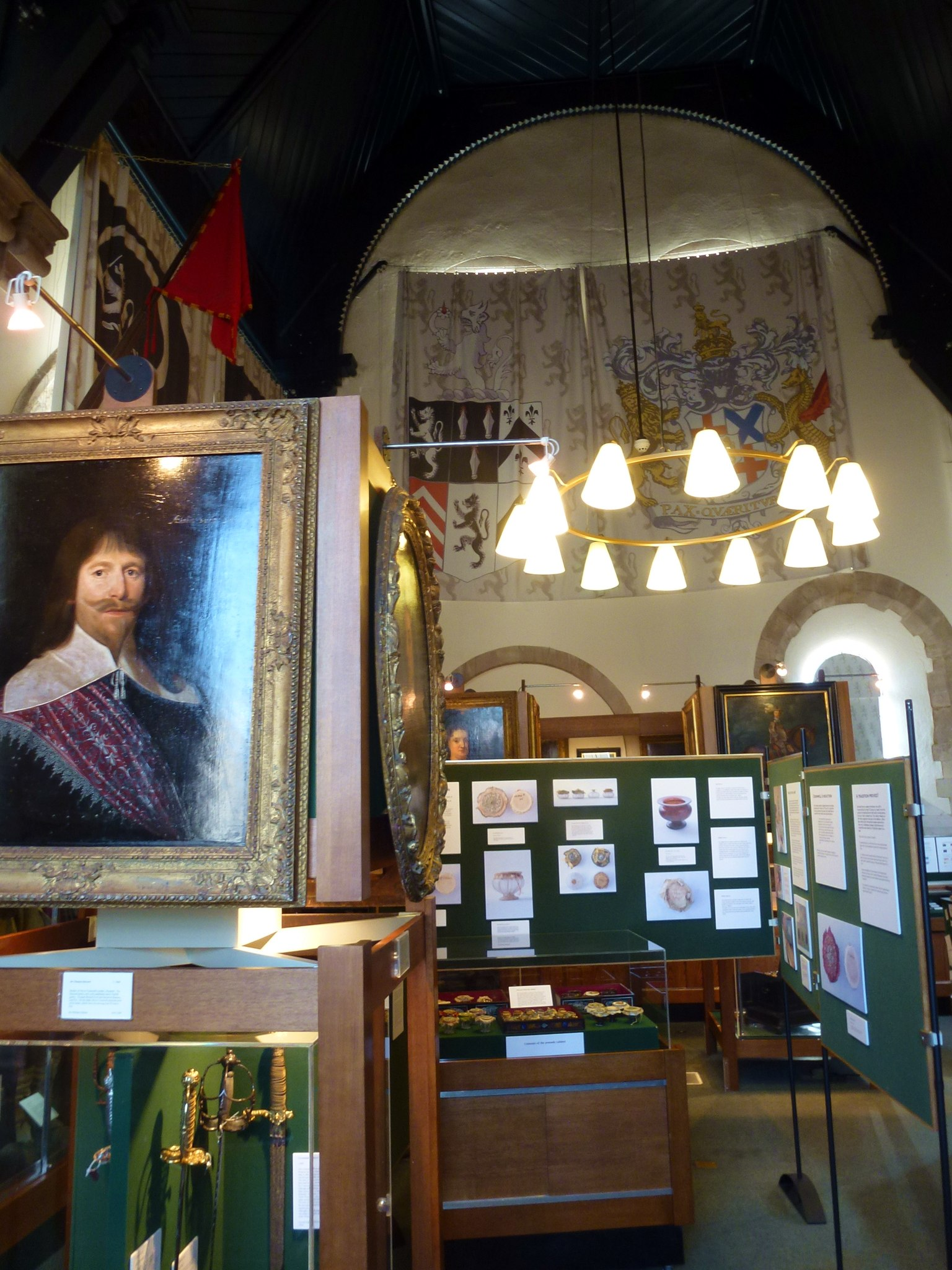

## شهرهای خواهرخوانده
- سلون دو پروانس, فرانسه
- سنتندره, مجارستان
- ورتهایم آم ماین, آلمان